# جوردن أندرسون
جوردن أندرسون (بالإنجليزية: Jourdon Anderson)‏ هو كاتب أمريكي، ولد في ديسمبر 1825 في تينيسي في الولايات المتحدة، وتوفي في 15 أبريل 1907 في دايتون في الولايات المتحدة بسبب إعياء.